# Plebiscyt Przeglądu Sportowego 1998
64. Plebiscyt Przeglądu Sportowego na najlepszego sportowca Polski zorganizowano w 1998 roku.

## Wyniki
1. Robert Korzeniowski - lekkoatletyka (2 112 497 pkt.)
2. Artur Partyka - lekkoatletyka (2 034 789)
3. Tomasz Gollob - żużel (1 259 653)
4. Paweł Januszewski - lekkoatletyka (1 149 511)
5. Mateusz Kusznierewicz - żeglarstwo (829 924)
6. Andrzej Gołota - boks zawodowy (823 984)
7. Anna Sulima - pięciobój nowoczesny (761 095)
8. Alicja Pęczak - pływanie (596 419)
9. Rafał Kubacki - judo (596 302)
10. Tomasz Kucharski i Robert Sycz - wioślarstwo (584 283)

Gala Mistrzów Sportu transmitowana była przez Telewizję Polsat.